# Psilocybe yungensis
Psilocybe yungensis é uma espécie de cogumelo psicodélico da família Hymenogastraceae [en]. Na América do Norte, ele é encontrado no nordeste, centro e sudeste do México. Na América do Sul, foi registrado na Bolívia, Colômbia e Equador. Também é conhecido na ilha caribenha da Martinica e na China. O cogumelo cresce em grupos esparsos ou densos em madeira apodrecida. Os basidiomas têm píleos cônicos ou campanulados, de cor marrom-avermelhada a marrom-alaranjada, com até 2,5 cm de diâmetro, situadas sobre estipes delgadas de 3 a 5 cm de comprimento. Os cogumelos ficam azuis quando feridos, o que indica a presença do composto psilocibina. O Psilocybe yungensis é usado pelos índios Mazatecas no estado mexicano de Oaxaca para fins enteogênicos.

## Taxonomia e classificação
A espécie foi descrita como nova para a ciência pelos micologistas Rolf Singer e Alexander H. Smith, com base em espécimes coletados na província de Nor Yungas, Bolívia, na estrada de La Paz para Coroico. Eles publicaram uma breve descrição em latim em uma publicação da Mycologia de 1958, seguida por uma descrição mais detalhada em inglês no final daquele ano. De acordo com o especialista em Psilocybe, Gastón Guzmán [en], as espécies Psilocybe acutissima (descrita por Roger Heim em 1959) e Psilocybe isauri (descrita por Singer em 1959) são sinônimos, já que as características macroscópicas e microscópicas são as mesmas no material tipo das três. Singer considerou P. isauri uma espécie distinta de P. yungensis devido a diferenças na pilosidade da superfície do estipe. Smith nomeou a variedade P. yungensis var. diconica devido aos espécimes que encontrou com uma papila cônica, em vez de obcônica (a forma de um cone invertido). Da mesma forma, a principal característica distintiva que Heim atribuiu à P. acutissima foi um píleo papilado. Estudos posteriores mostraram que essas variações morfológicas não justificavam o reconhecimento individual, devido à natureza variável dessas características e à existência de formas intermediárias.
Guzmán coloca o P. yungensis na seção Cordisporae, um grupo de espécies de Psilocybe caracterizado principalmente por ter esporos romboides com menos de 8 μm de comprimento. O epíteto específico yungensis refere-se ao nome da localidade tipo. Os nativos de Huautla de Jiménez e os nativos de Mixe chamam o P. yungensis de hongo adivinador (cogumelo adivinhatório), hong que adormece ("cogumelo soporífero") ou hongo genio ("cogumelo gênio").

## Descrição

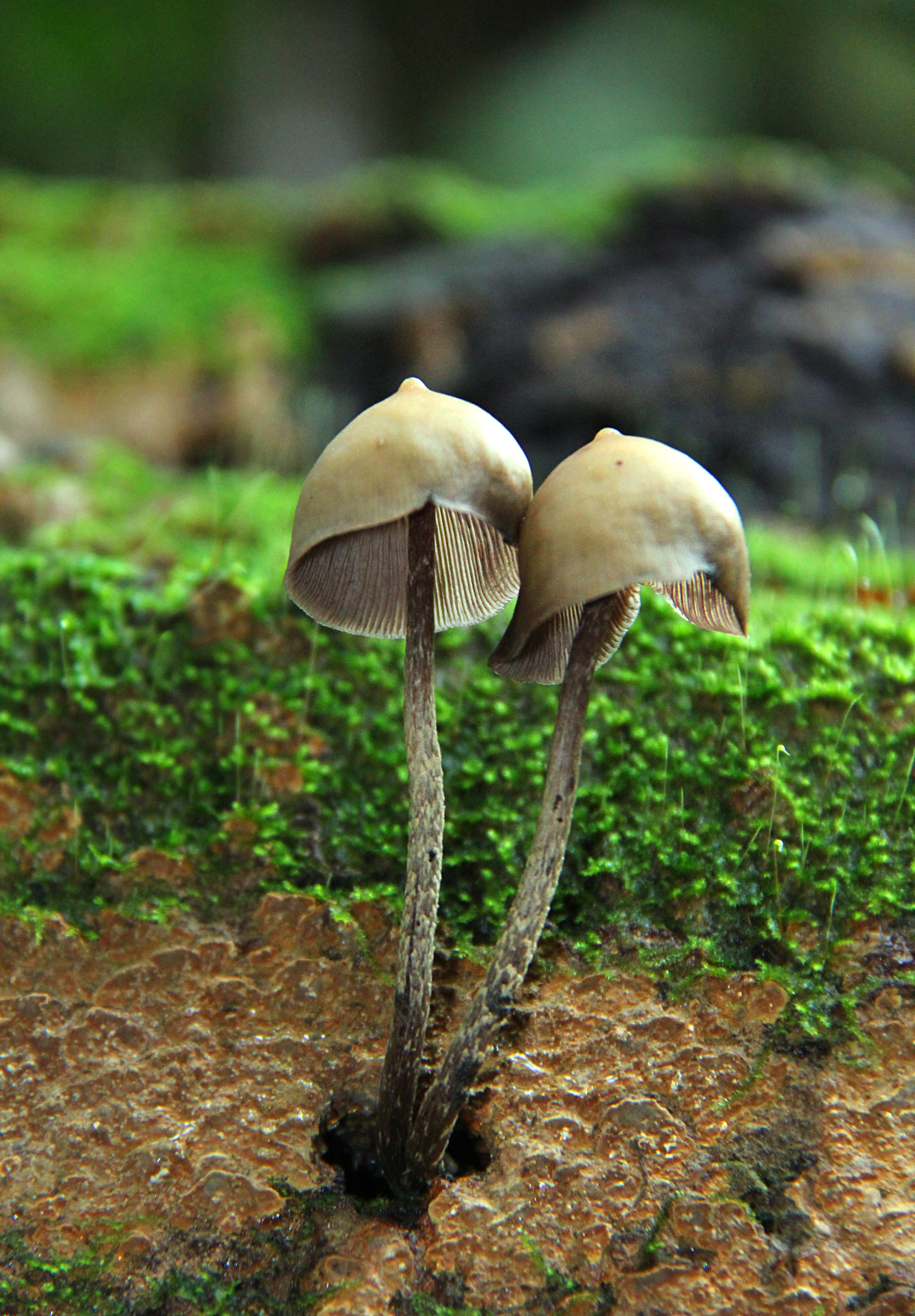
O formato dos píleos varia de cônico a campanulado, com um umbo proeminente. Os estipes são densamente cobertos por fibrilas esbranquiçadas pressionadas contra a superfície.

Os cogumelos da P. yungensis têm píleos que são cônicos ou campanulados na maturidade e atingem um diâmetro de até 2,5 cm. A superfície do píleo é lisa e pegajosa e, em espécimes úmidos, tem estrias radiais fracas (ranhuras) que se estendem quase até a margem. A cor dos píleos frescos varia de marrom-avermelhado escuro a marrom-ferrugem a marrom-alaranjado. Além disso, o píleo é higrófano, o que significa que muda de cor dependendo do estado de hidratação; um píleo seco desbota e se torna marrom-amarelado opaco ou da cor de "palha suja". O píleo frequentemente tem um umbo proeminente.

A fixação das lamelas varia de adnata (amplamente fixada ao caule) a adnexa (estreitamente fixada). O espaçamento das lamelas estreitas é próximo ou lotado, e a cor das lamelas é inicialmente cinza fosco antes que os esporos maduros façam com que a cor mude para púrpura-amarronzado. O estipe tem de 3 a 5 cm de comprimento e de 1,5 a 2,5 mm de espessura, com largura mais ou menos igual em todo o comprimento ou ligeiramente mais larga perto da base. O estipe oco e quebradiço é marrom-claro na parte superior e marrom-avermelhado perto da base. O estipe é densamente coberto por fibrilas esbranquiçadas que são pressionadas contra a superfície; as fibrilas se desprendem na maturidade para deixar uma superfície suave. O cogumelo tem um véu parcial cortinado (semelhante à cortina em forma de teia produzida por espécies de Cortinarius), mas não dura muito tempo; ocasionalmente, deixa para trás restos esparsos de tecido pendurados na margem do píleo e na parte superior do estipe. Nenhum anel permanece no estipe após o desaparecimento do véu. Todas as partes do cogumelo ficam manchadas de azul quando feridas; essas manchas escurecem quando o cogumelo seca.
A esporada é púrpura-amarronzada escura. O formato dos esporos varia de aproximadamente romboide a aproximadamente elíptico, e normalmente têm dimensões de 5-6 por 4-6 μm. Eles têm paredes espessas e um grande poro germinativo. Os basídios (células portadoras de esporos) são em forma de taco a inchados, hialinos, geralmente com quatro esporos (embora raramente estejam presentes formas com dois ou três esporos) e medem de 13 a 19 por 4,4 a 6,6 μm. Os pleurocistídios (cistídios na face lamelar) são ventricosos (inchados) perto da base e frequentemente mucronados (ápice curto e terminando abruptamente, como se tivesse sido decepado) no ápice e medem de 14 a 25 por 4,4 a 10,5 μm. Os queilocistídios (cistídios na borda da lamela) têm formato variável e medem de 14 a 40 por 4,4 a 7,7 μm. Os pleurocistídios são relativamente esparsos, enquanto os queilocistídios são abundantes. As fíbulas estão presentes nas hifas. A aplicação de uma gota de solução de hidróxido de potássio faz com que tanto o píleo quanto o estipe passem de marrom para preto.

### Espécies semelhantes
A espécie Psilocybe subyungensis, conhecida apenas da Venezuela, tem forma semelhante, embora um pouco menor, com um píleo com largura de até 1 cm de diâmetro e comprimento do estipe de até 3,5 cm. Além das diferenças na distribuição, ela pode ser claramente distinguida da P. yungensis pelos cistídios maiores: os pleurocistídios medem 8,8-11 por 3,8-5,5 μm e os queilocistídios 16,5-25 por 7,7-12 μm. Stamets observa que "poucas espécies se assemelham à P. yungensis", enquanto Michael Beug considera a cor do píleo marrom-alaranjado incomum para um Psilocybe e o compara ao Conocybe.

## Habitat e distribuição
A Psilocybe yungensis é uma espécie saprófita e contribui para a degradação da matéria orgânica depositada nos solos e para o ciclo de nutrientes nas florestas onde cresce. Geralmente cresce em grupos esparsos ou densos em madeira apodrecida (raramente em húmus); é menos frequente encontrá-lo crescendo solitário. É frequentemente relatado em plantações de café, florestas subtropicais ou nubladas, especialmente aquelas que ocorrem em altitudes entre 1.000 e 2.000 m. A espécie ocorre no nordeste, centro e sudeste do México, e foi registrada em vários locais nos estados de Oaxaca, Puebla, Tamaulipas e Veracruz. Também é conhecida na Bolívia, Colômbia e Equador, bem como na ilha caribenha da Martinica. Em 2009, foi relatada na China. No México e na Colômbia, o fungo geralmente frutifica entre junho e julho; na Bolívia, foi registrada sua aparição em janeiro.

## Usos
Os cogumelos do Psilocybe yungensis são usados para fins enteogênicos, espirituais ou ritualísticos pelos índios Mazatecas no estado mexicano de Oaxaca. Algumas autoridades sugeriram que o P. yungensis é o "fungo da árvore" relatado pelos missionários jesuítas dos séculos XVII e XVIII, um cogumelo avermelhado que aparentemente era a fonte de uma bebida intoxicante usada pelos índios Yurimagua do Peru amazônico. No entanto, não há registro estabelecido do uso de cogumelos alucinógenos nessa área, e é possível que o cogumelo seja uma espécie psicodélica do gênero Gymnopilus que vive em madeira.

## Links externos
- Psilocybe yungensis no Index Fungorun| Amanita | - A. muscaria - A. muscaria var. guessowii - A. pantherina |

| Conocybe   | - C. cyanopus - C. kuehneriana - C. siligineoides |
| Galerina   | - G. steglichii |
| Gymnopilus | - G. aeruginosus - G. braendlei - G. junonius - G. liquiritiae - G. luteofolius - G. luteoviridis - G. luteus - G. purpuratus - G. sapineus - G. validipes - G. viridans |
| Inocybe    | - I. aeruginascens - I. corydalina var. corydalina - I. tricolor |
| Mycena     | - M. cyanorrhiza - M. pura |
| Panaeolus  | - P. africanus - P. bisporus - P. cambodginiensis - P. cinctulus - P. cyanescens - P. fimicola - P. olivaceus - P. tropicalis |
| Pholiotina | - P. cyanopus - P. smithii |
| Pluteus    | - P. americanus - P. brunneidiscus - P. cyanopus - P. glaucus - P. nigroviridis - P. phaeocyanopus - P. salicinus - P. villosus |
| Psilocybe  | - P. allenii - P. atlantis - P. aucklandiae - P. aztecorum - P. azurescens - P. baeocystis - P. banderillensis - P. caerulescens var. caerulescens - P. caerulipes - P. cubensis - P. cyanescens - P. cyanofibrillosa - P. fimetaria - P. graveolens - P. hispanica - P. hoogshagenii - P. liniformans var. americana - P. makarorae - P. meridionalis - P. mescaleroensis - P. mexicana - P. ovoideocystidiata - P. pelliculosa - P. plutonia - P. quebecensis - P. samuiensis - P. semilanceata - P. silvatica - P. strictipes - P. stuntzii - P. subaeruginascens - P. subaeruginosa - P. tampanensis - P. villarrealiae - P. weraroa - P. zapotecorum |